# Solignat
Solignat är en kommun i departementet Puy-de-Dôme i regionen Auvergne-Rhône-Alpes i centrala Frankrike. Kommunen ligger i kantonen Issoire som tillhör arrondissementet Issoire. År 2022 hade Solignat 520 invånare.

## Befolkningsutveckling
Antalet invånare i kommunen Solignat
| Referens: INSEE |